# 萨瓦 (阿尔代什省)
萨瓦（法語：Savas）是法国阿尔代什省的一个市镇，位于该省北部，属于罗讷河畔图尔农区。该市镇2009年时的人口为900人。

## 人口
萨瓦人口变化图示
| 数据来源：INSEE |